# 한국임학회
한국임학회(The Korean Forestry Society, KFS)는 임학전반에 관한 연구와 회원 상호간의 유기적인 화합을 도모하여 임학 및 임업 발전에 기여함을 목적으로 1960년 1월 14일 설립된 대한민국의 학술단체이다. 사무실은 서울특별시 동대문구 청량리2동 207번지, 국립산림과학원 내에 있다.

## 주요 사업
- 회지의 발행(1년 6회 이상, 3, 6, 9, 12월 국문학회지, 4, 7, 10월 영문학회지, 발간예정일: 해당월 말일)
- 도서의 발간
- 연구발표회, 강연회, 심포지움, 세미나 등의 개최
- 임학 연구의 장려와 포상
- 임학 / 임업에 관한 조사연구
- 기타 목적 달성에 필요한 사업